# Кабрера, Леандро
Леандро Кабрера (исп. Leandro Cabrera; 17 июня 1991, Монтевидео) — уругвайский футболист, защитник испанского клуба «Эспаньол».

## Биография

### Клубная карьера
Профессиональную карьеру начал в 2008 году в уругвайском клубе «Дефенсор Спортинг». В 2009 году подписал контракт с «Атлетико Мадрид». Дебютировал с составе «матрасников» 2 мая 2010 года, отыграв весь матч против «Севильи» в рамках 35-го тура чемпионата Испании. Всего провёл за команду 4 матча в чемпионате страны, а также стал победителем Лиги Европы, хотя в самом турнире не играл, но был в заявке в нескольких матчах, включая финальную игру с английским «Фулхэмом». В последующие годы больше не играл за «Атлетико», выступая исключительно в арендах за клубы испанской Сегунды «Рекреативо», «Нумансия» и «Эркулес». После ухода из «Атлетико» в 2013 году, отыграл сезон за «Реал Мадрид Кастилья».
Летом 2014 года стал игроком другого клуба Сегунды «Реал Сарагоса». В сезоне 2014/15 участвовал с командой в плей-офф за выход в Примеру, но по итогам двухматчевого противостояния «Сарагоса» уступила клубу «Лас-Пальмас». В последующие два сезона занимал с командой 8 и 16 места в лиге. В 2017 году перешёл в клуб итальянской Серии А «Кротоне». В составе нового клуба провёл 5 стартовых матчей в чемпионате Италии, но затем перестал выходить на поле. Зимой 2018 года на правах аренды в «Хетафе», за который сыграл 9 матчей в высшей лиге Испании. После окончания аренды подписал с «Хетафе» полноценный контракт.

### Карьера в сборной
Был игроком молодёжной сборной Уругвая, в её составе был участником двух молодёжных чемпионатов мира. В турнире 2009 года принял участие в четырёх матчах и дошёл со сборной до стадии 1/8 финала. В 2011 году сыграл в трёх матчах группового этапа, однако выйти из группы сборная Уругвая не смогла.

## Личная жизнь
Дед игрока Хосе Сасия (1933—1996) — был игроком сборной Уругвая. Чемпион Южной Америки 1959 (в Эквадоре). Старший брат Родриго Кабрера (р. 1989) также стал футболистом.

## Достижения
«Атлетико Мадрид»
- Победитель Лиги Европы: 2009/10